# Weston Airport
Weston Airport (iriska: Aerfort Weston) är en flygplats i republiken Irland.   Den ligger i provinsen Leinster, i den östra delen av landet, 16 km väster om huvudstaden Dublin. Weston Airport ligger 47 meter över havet. Kring flygplatsen finns orterna Celbridge, Leixlip och Lucan.